# Gorla Maggiore

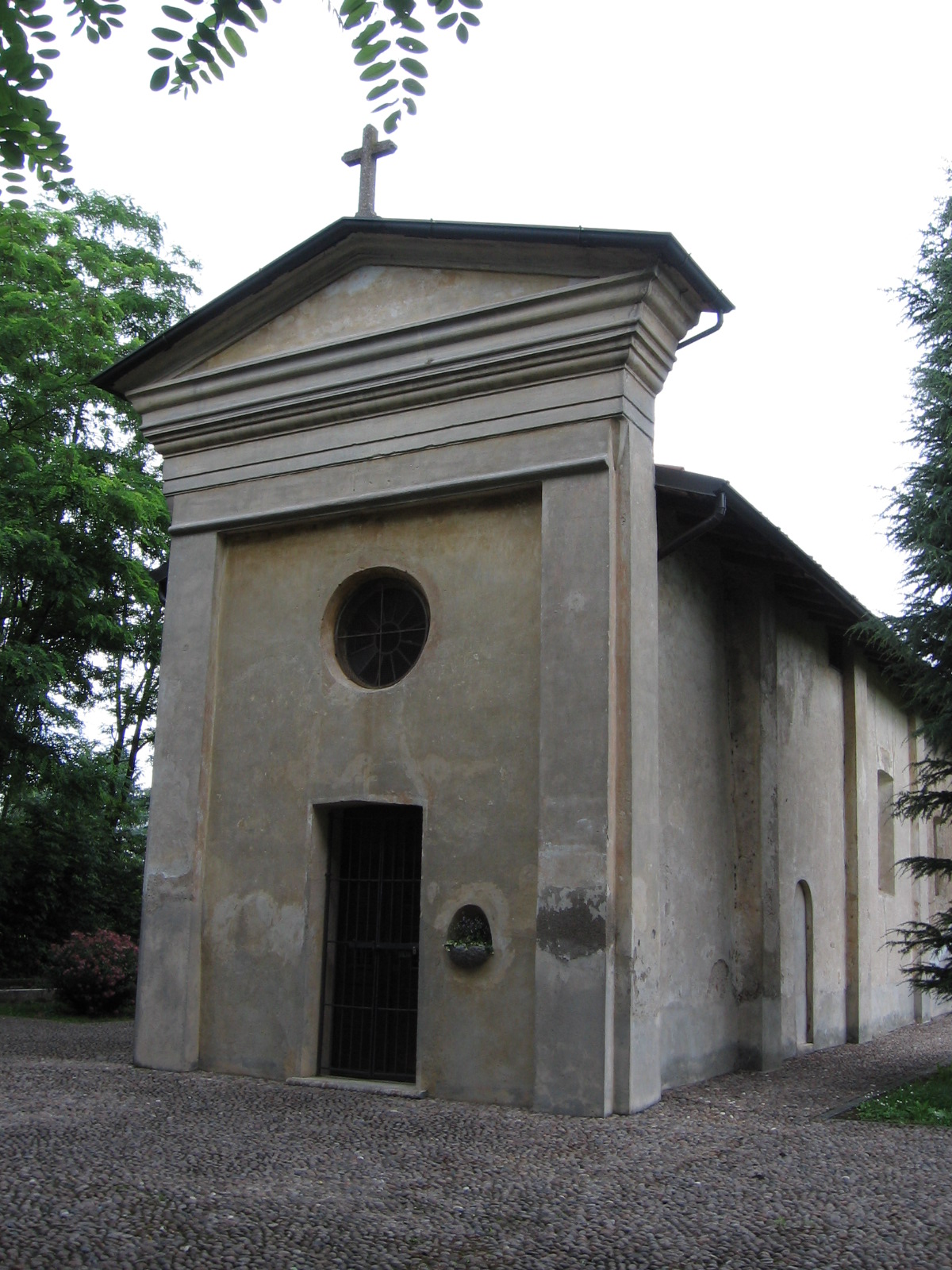
Oratorium Santi Vitale e Valeria

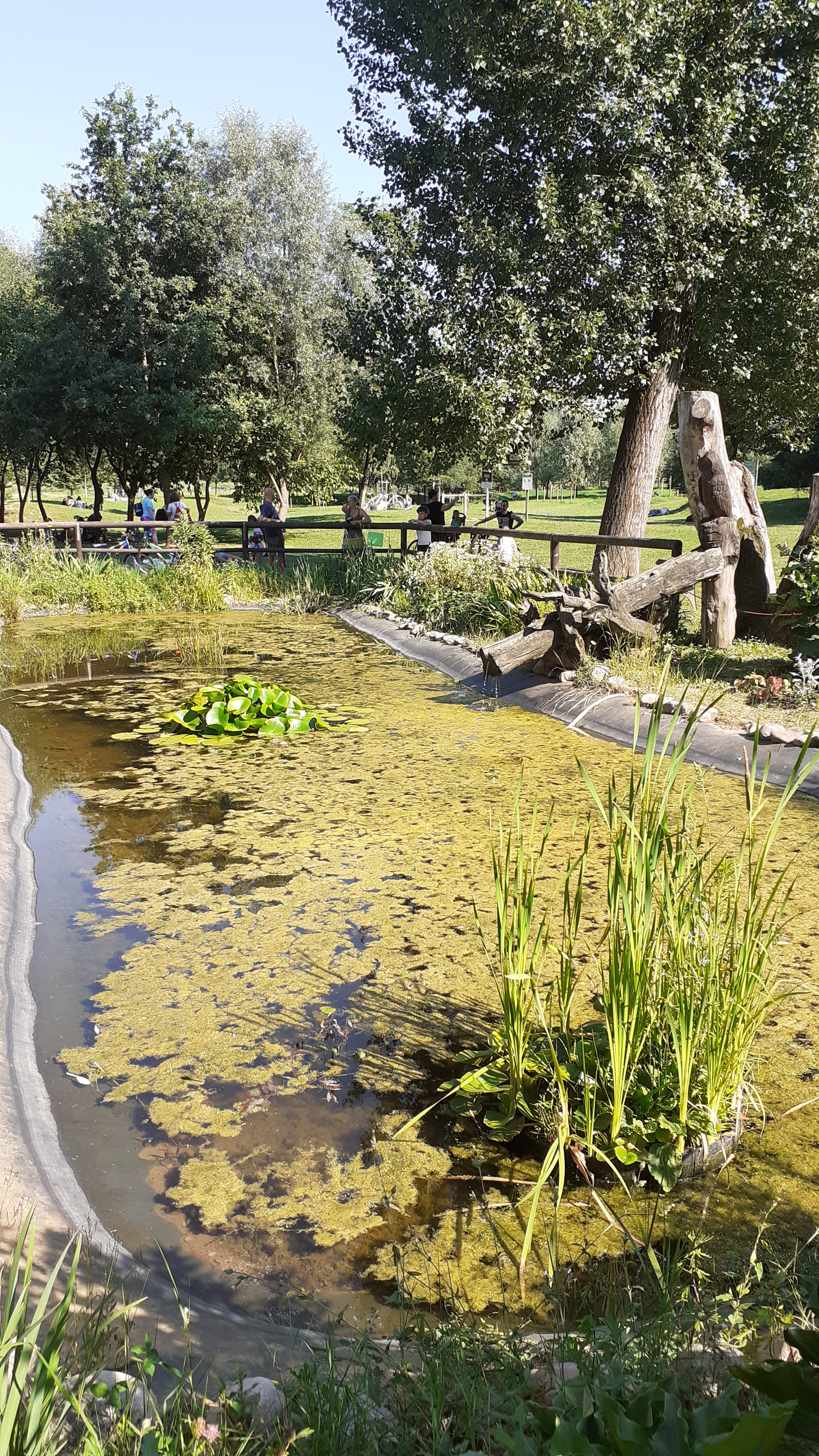
Medio Olona Park

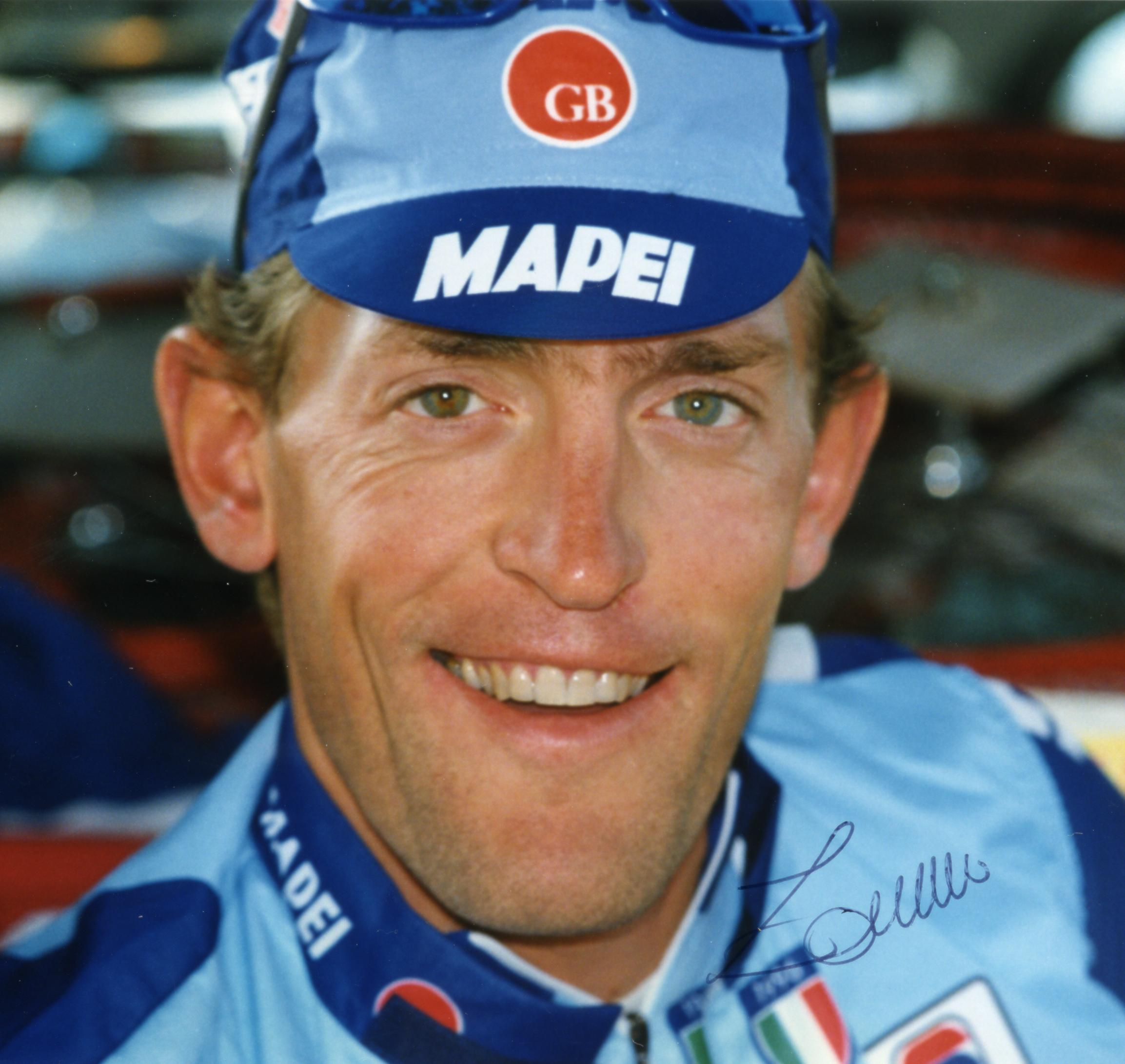
Stefano Zanini

Gorla Maggiore ist eine italienische Gemeinde (comune) in der Provinz Varese in der Region Lombardei.

## Geographie
Die Gemeinde bedeckt eine Fläche von 5 km², ist 10 km von der Stadt Busto Arsizio entfernt und liegt am Flussufer des Olona. Die Nachbargemeinden sind Carbonate (CO), Fagnano Olona, Gorla Minore, Locate Varesino (CO), Mozzate (CO) und Solbiate Olona.

## Geschichte
In der Römerzeit befand sich Gorla im Grenzgebiet zwischen dem Municipio von Comum (heute Como) und Mediolanum (Mailand), von denen man Landgrenzen findet, die nach Süden hin abfallen, sowie ein ausgedehntes Waldgebiet, an dem man die Stadtgrenze lehnen kann, deren Baumreste bis ins 19. Jahrhundert gut sichtbar waren. Das Dorf war bereits zwischen dem 1. und 2. Jahrhundert nach Christus bewohnt, was durch den Fund einer Münze von Trajan des Jahres 103 belegt wird. Eine neue Wiederaufnahme der Siedlung könnte mit dem Aufkommen von Diokletian hypothetisch sein im 3. Jahrhundert, als Mailand die Hauptstadt des Weströmischen Reiches wurde und alle umliegenden Gebiete die Zuweisung neuer Siedler und Soldaten sahen.
Nach der Eroberung der Langobarden in Mailand im Jahre 569 kam es zu einer Umverteilung des Territoriums, die auch das Seprio betraf, zu dem Gorla gehörte. Es war die Institution der Arimannie, des Patrimonialvermögens der Krone, das dem Fahrpreis (Kriegergruppen) im Austausch für einen Wachdienst in Nießbrauch gegeben wurde.
Mit der Eroberung des Seprios durch die Familie Visconti und der damit verbundenen Gründung des Herzogtums Mailand (1395) erscheint ein von Galeazzo Visconti ausgearbeiteter Vorstoß vom 17. August 1536, der eine Vereinbarung zwischen dem Grafen Vitaliano Visconti-Borromeo und mehreren Männern der gorlesischen Gemeinschaft über die Zahlung einer Volkszählung am Martinstag durch diesen schuf.
Die Verwaltungskosten waren während der napoleonischen Zeit sehr hoch, was durch die fast nicht vorhandene industrielle Entwicklung noch verstärkt wurde, und die Schwierigkeiten, die bei der Einberufung der Gemeinderäte auftraten, veranlassten die Regierung zu einer weitgehenden Konzentration auf die kleinen Gemeinden. So wurde Gorla Maggiore durch ein Dekret aus dem Jahr 1809 als Ortsteil der nahe gelegenen Gemeinde Fagnano Olona angegliedert, um dann 1811 nach Gorla Minore verlegt zu werden.
In den ersten Jahrzehnten des 19. Jahrhunderts kam es im Olonatal zu einigen Veränderungen, da viele Bürger, die sich durch die napoleonischen Ereignisse bereichert hatten, in die bereits im Tal vorhandenen Mühlen investierten, um sie durch die Umsetzung der sich gerade entwickelnden technologischen Veränderungen zu echten Industrien zu machen. In Gorla Maggiore, das 1816 wieder zur Gemeinde erhoben wurde, verschwanden die Mühlen zugunsten der im nahe gelegenen Solbiate entstehenden Talindustrie. Es war die Industriellenfamilie Ponti aus Gallarate, die um 1821 von den Großgrundbesitzern – zu denen noch die Erben der Terzaghi, die Bulgarini Visconti, die von Tanzi und deren Verwandte, die Visconti di Saliceto, gehörten – Grundstücke und Immobilien im Tal erwarb und sie in Fabriken für die Baumwollspinnerei umwandelte.
Der Ausbruch des Ersten Weltkriegs erforderte einen enormen menschlichen Einsatz, genau wie im übrigen Land. Von den 2100 Einwohnern des Dorfes fehlten mehr als 500 junge Menschen, was zu 34 Toten und mehreren Verstümmelten und Invaliden führte. In der Nachkriegszeit siegten die Sozialisten bei den Kommunalwahlen von 1919. Streiks in der Industrie und Bauernaufstände, die eine gerechtere Aufteilung der Waldflächen forderten, verstärkten die soziale Spaltung. So kam es, dass die faschistische Liste bei den folgenden Wahlen antrat. Die Jahre von 1920 bis 1922 waren von ständigen Unruhen geprägt, die von faschistischen Repressionen und Einschüchterungen begleitet waren.
Während des Zweiten Weltkriegs stand Gorla Maggiore, wie auch das übrige Italien, am Rande des Todes. Am 8. September 1943 wurden die Militärlager mit den Kriegsvorräten geöffnet und die hungernde Bevölkerung stürmte hinein und hortete alles, was sie finden konnte, von Lebensmitteln bis zu Kleidung. Monatelang wurde alles auf dem lokalen Schwarzmarkt gehandelt, bis die Deutschen ein paar Tage später eintrafen. Während des strengen Winters 1943–1944 begann die Bevölkerung aus Ungeduld über den Holzmangel, die Wälder zu plündern. Das Frühjahr 1944 war dramatisch, denn die Bombenangriffe verwüsteten auch dieses Gebiet. In dieser Zeit leisteten die Patrioten aus Gorla den Partisanen in den Bergen enorme Hilfe. Zahlreiche Evakuierte aus dem von den Bombenangriffen verwüsteten Mailand wurden ebenfalls untergebracht. In der Nacht vom 24. auf den 25. April 1945 versammelten sich zahlreiche Partisanen und verteilten ihre Waffen, um gegen eine deutsche Kolonne bei San Vittore in Mailand vorzugehen. Ein amerikanisches Thunderbolt-Flugzeug eröffnete jedoch das Feuer auf die Partisanen, da es sie mit Deutschen verwechselte, und die meisten der transportierten Personen starben. Die Befreiungsfeier in Gorla Maggiore erlebten die Menschen in Trauerkleidung. Einige Tage später, während der Beerdigung, eilten alle Partisanenkräfte der Region herbei, um all die jungen Männer zu begrüßen, die von der Freiheit geträumt hatten, ohne sie genießen zu können.

## Bevölkerung
| Bevölkerungsentwicklung | Bevölkerungsentwicklung | Bevölkerungsentwicklung | Bevölkerungsentwicklung | Bevölkerungsentwicklung | Bevölkerungsentwicklung | Bevölkerungsentwicklung | Bevölkerungsentwicklung | Bevölkerungsentwicklung | Bevölkerungsentwicklung | Bevölkerungsentwicklung | Bevölkerungsentwicklung | Bevölkerungsentwicklung |
| ----------------------- | ----------------------- | ----------------------- | ----------------------- | ----------------------- | ----------------------- | ----------------------- | ----------------------- | ----------------------- | ----------------------- | ----------------------- | ----------------------- | ----------------------- |
| Jahr                    | 1751                    | 1805                    | 1853                    | 1881                    | 1901                    | 1921                    | 1951                    | 1971                    | 1991                    | 2001                    | 2011                    | 2021                    |
| Einwohner               | 660                     | 626                     | 1258                    | 1601                    | 1792                    | 2150                    | 2682                    | 3424                    | 4598                    | 4836                    | 5081                    | 4947                    |

## Sehenswürdigkeiten
- Pfarrkirche Santa Maria Assunta in ihrem heutigen Zustand stammt aus dem Jahr 1850. Nur der romanische Glockenturm (mit Ausnahme des Glockenturms) ist von dem Vorgängerbau geblieben.
- Oratorium Santi Vitale e Valeria: im Jahr 1580 zeigt ein Grundriss die Form der Kirche in ihrer ersten Phase. Insgesamt wurde die Kirche in den Jahren 1580, 1619 und 1900 mehrfach erweitert und verändert, was die Form widerspiegelt, in der sie sich heute befindet.
- Kirche San Carlo. Nach der Pest von 1630 wurden die Leichen angeblich im Keller der Kirche begraben, obwohl es keine urkundlichen Beweise dafür gibt. Es ist sehr wahrscheinlich, dass der Keller während der Cholera-Epidemie, die 1854 ausbrach und 101 Tote forderte (ein Zehntel der damaligen Bevölkerung), als Lazarett genutzt wurde. Dies wurde 1927 bestätigt, als Ausgrabungen zur Reinigung des Kellers durchgeführt wurden, um die aus ihnen kommenden kontinuierlichen Miasmen zu beseitigen. Dabei wurden verschiedene Skelette gefunden, einige von ihnen in seltsamen Positionen, was darauf hindeutet, dass von einer schweren Krankheit betroffene Elemente im Extremfall isoliert wurden.

## Persönlichkeiten
- Giuseppe Brambilla (1888–1918), Radrennfahrer
- Severino Canavesi (1911–1990), Radrennfahrer
- Fabio Mascheroni, Athlet
- Stefano Zanini (* 1969), Radrennfahrer